# Chumbi

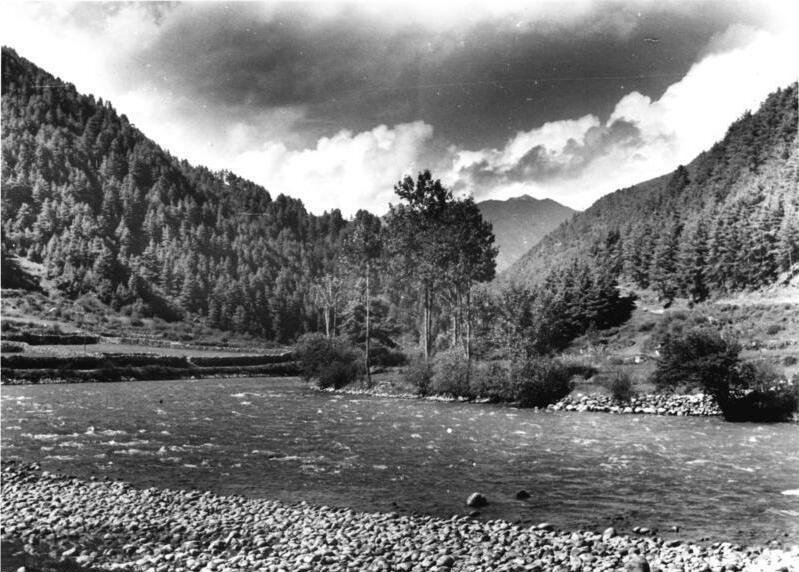
Chumbivalei, 1938

Chumbi is een bergdal in Tibet op het snijvlak van Sikkim in India, Bhutan en Tibet. De vijfde dalai lama Ngawang Lobsang Gyatso veroverde het gebied tussen 1670 en 1685. De twee belangrijkste passen tussen India en China openen zich hier: de Nathu La en de Jelep La. De vallei ligt op een hoogte van 3000 meter. In de lente hebben planten bloemen en er heerst een gematigd klimaat.
De vallei maakte deel uit van het conflict tussen het Verenigd Koninkrijk en Tibet in de aanloop van de Britse Veldtocht in Tibet van 1903-04 en bleef tot negen maanden lang na de militaire uiteenzettingen door de Britten bezet, om de Tibetaanse schadeloosstelling af te dwingen. Enkele jaren later in 1909-10 passeerde de dertiende dalai lama Thubten Gyatso de vallei toen hij op weg was naar India, om zich in veiligheid te stellen voor de troepen van de Chinese krijgsheer Zhao Erfeng.